# Karste
Karste este o arie protejată (arie specială de conservare — SAC, sit de importanță comunitară — SCI) din Estonia întinsă pe o suprafață de 1,4 ha, integral pe uscat.

## Localizare
Centrul sitului Karste este situat la coordonatele 58°00′37″N 26°40′11″E / 58.0104°N 26.6698°E.

## Înființare
Situl Karste a fost declarat sit de importanță comunitară în aprilie 2004 pentru a proteja 1 specie de animale. Situl a fost protejat și ca arie specială de conservare în iulie 2005.

## Biodiversitate
Situată în ecoregiunea boreală, aria protejată nu include niciun habitat protejat.
La baza desemnării sitului se află o specie protejată de  amfibieni: triton cu creastă (Triturus cristatus).